# Himatolabus viometallicus
Himatolabus viometallicus là một loài bọ cánh cứng trong họ Attelabidae. Loài này được Hamilton miêu tả khoa học năm 1992.